# Nagano
Nagano (en japonès: 長野市, transliteració: Nagano-shi) és la capital de la prefectura de Nagano, situada en la intersecció dels rius Chikuma i Sai, a l'illa japonesa de Honshū.
La ciutat va ser fundada l'1 d'abril de 1897, té una població estimada de 378.059 habitants (2006) i té una superfície de 404,35 quilòmetres quadrats.
A la ciutat de Nagano hi és ubicat el temple budista de Zenkoji, un dels més importants del país, centre de peregrinació datat del segle viii. La ciutat és un important centre d'esports hivernals, motiu pel qual va ser seu dels Jocs Olímpics d'Hivern de 1998.